# OOCL Hong Kong
OOCL Hồng Kông là tàu container lớn nhất từng được chế tạo, và là tàu container thứ ba vượt qua ngưỡng 20.000 đơn vị tương đương hai mươi feet (TEU). Cô cũng là con tàu đầu tiên vượt qua mốc 21.000 TEU. Chiếc tàu này là tàu dẫn đầu của lớp G, trong đó năm tàu khác được chế tạo. Chiếc tàu này đã được đóng tại Công ty công nghiệp nặng Samsung, xưởng đóng tàu Geoje với số sân 2172 và được đặt tên và giao vào tháng 5 năm 2017, chỉ hai tháng sau khi đặt tên cho con tàu đầu tiên phá vỡ rào cản 20.000 TEU, MOL Triumph. Sáu tàu của lớp G được đóng trong cùng một năm tại cùng một xưởng đóng tàu. 
Hồng Kông và các tàu chị em của cô ấy Nhật Bản, Đức, Anh, Scandinavia, và Indonesia phục vụ tuyến đường từ Đông Á đến Bắc Âu từ Thượng Hải, Ninh Ba, Hạ Môn, Yantian, Singapore, qua Kênh Suez, Felixstowe, Rotterdam, Gdansk, Wilhelmshaven, Felixstowe, qua kênh đào Suez, Singapore, Yantian, Thượng Hải trong chuyến đi khứ hồi 77 ngày.